# Eduardo Barroca
Eduardo de Souza Ney Barroca (Rio de Janeiro, 22 de abril de 1982) é um treinador de futebol brasileiro. Atualmente comanda o CRB.

## Carreira
Natural do Rio de Janeiro, Eduardo Barroca iniciou a carreira no Flamengo em 2000, atuando como preparador físico da equipe Sub-13.
Em 2003, transferiu-se para o Madureira, sendo nomeado auxiliar técnico.
A primeira experiência de Barroca como técnico ocorreu no Audax Rio em 2007, quando comandava o time Sub-17; no ano seguinte, ele foi nomeado primeiro técnico do time.
Em 2009, ingressou no Pão de Açúcar EC (atual Grêmio Osasco Audax) como auxiliar.
Em janeiro de 2011, após uma curta passagem como técnico Sub-17 do Corinthians, Barroca chegou ao Bahia, trabalhando como auxiliar de Rogério Lourenço. Em 9 de fevereiro de 2011, ele foi o técnico interino do clube durante a derrota por 2 a 0 para o Camaçari no Campeonato Baiano, com a demissão de Lourenço. Barroca atuou como interino pelo Bahia em mais oito ocasiões, totalizando sete vitórias, um empate, e uma derrota, e sendo também o técnico mais jovem a vencer uma partida da Série A ao derrotar o Flamengo em 4 de setembro de 2011, com apenas 29 anos. Em 18 de maio de 2013, ele deixou o clube, e posteriormente voltou para Sendas (agora chamado Audax Rio) para trabalhar como auxiliar técnico da equipe Sub-20.
Em janeiro seguinte, ingressou no Botafogo como auxiliar técnico permanente do time titular.
Em 2 de junho de 2014, Barroca assinou contrato com o Fluminense para atuar como coordenador.
No dia 5 de janeiro seguinte, foi nomeado auxiliar de Doriva no Vasco da Gama.
Barroca voltou ao Botafogo em 2016, sendo nomeado técnico do time Sub-20 no dia 1 de março. Pelo clube, foi campeão do Brasileiro Sub-20 daquele ano. Entre 2016 e 2018, foram sete finais e quatro títulos.
Em 29 de maio de 2018, voltou ao Corinthians, também como técnico do Sub-20.

### Botafogo
Em 14 de abril de 2019, Barroca foi anunciado como técnico do Botafogo, substituindo o demitido Zé Ricardo.
No dia 6 de outubro, porém, ele próprio foi demitido após uma série de resultados ruins. Na primeira passagem, o técnico comandou a equipe por 27 jogos, com 10 vitórias, três empates e 14 derrotas e 41% de aproveitamento.

### Atlético Goianiense e Coritiba
Assumiu o Atlético Goianiense oito dias depois de sair do Botafogo.
Em dezembro de 2019, após comandar o time em 9 jogos e levar o Atlético à primeira divisão, Barroca deixou o clube e foi nomeado técnico de outro time recém-promovido, o Coritiba, no dia 20 de dezembro.
Ele foi demitido no dia 20 de agosto seguinte, já que o clube ocupava o último lugar na liga. Barroca deixou o Coritiba após 11 vitórias, três empates e oito derrotas, com 54% de aproveitamento.

### Vitória
Barroca assumiu o Vitória na segunda divisão no dia 7 de outubro de 2020.
Ele deixou o clube no dia 27 de novembro, após apenas nove partidas — uma vitória, cinco empates, três derrotas e 29.6% de aproveitamento.

### Retorno ao Botafogo
Retorna ao Botafogo em 28 de novembro de 2020, no lugar de Ramón Díaz.
Foi demitido no dia 6 de fevereiro seguinte, após o rebaixamento do clube, onde obteve 10 derrotas, apenas uma vitória e um empate — aproveitamento de 11%.

### Retorno ao Atlético Goianiense
No dia 27 de maio de 2021, Barroca voltou ao Atlético Goianiense, no lugar de Jorginho.
Disputou o Brasileirão e a Copa do Brasil pela equipe goiana e nas duas competições, o aproveitamento em 26 partidas, com 7 vitórias, 11 empates e 8 derrotas foi de 44,87%. Ele saiu por mútuo acordo em 27 de setembro, após apenas uma vitória nas últimas dez partidas.

### Avaí
Em 13 de fevereiro de 2022, Barroca foi nomeado técnico do Avaí, também da primeira divisão.
Com o clube na zona de rebaixamento, foi demitido no dia 12 de setembro. Em 34 partidas no comando da equipe azurra, o treinador obteve oito vitórias, 10 empates e 16 derrotas — um total de 33% de aproveitamento.

### Bahia
Foi anunciado pelo Bahia no dia 3 de outubro de 2022.
Após o Tricolor de Aço ser promovido à primeira divisão, Barroca deixou o clube no dia 6 de novembro. Foram seis jogos disputados na reta final da Série B, com duas vitórias, quatro empates e nenhuma derrota.

### Ceará
No dia 24 de abril de 2023, substituiu Gustavo Morínigo no comando do Ceará. O primeiro duelo foi contra o ABC, pela Série B, e o Alvinegro conseguiu a primeira vitória na competição. Na Copa do Nordeste, apesar da derrota no tempo normal, o Ceará venceu na disputa de pênaltis e o técnico levantou a taça de campeão com a equipe.
Foi demitido em 28 de junho de 2023, após 13 jogos, com seis vitórias, três empates e quatro derrotas.

### Retorno ao Avaí
Acertou seu retorno ao Avaí no dia 3 de julho de 2023, chegando para comandar o clube na Série B. Reestreou pelo Leão no dia 8 de julho, numa derrota em casa por 1 a 0 para a Ponte Preta.
Depois de um início ruim na Série B de 2024, com direito a duas derrotas, para Operário e Santos, respectivamente, Eduardo Barroca foi demitido no dia 26 de abril.

### Mirassol
Em 17 de dezembro de 2024, foi anunciado como o novo técnico do Mirassol, recém-promovido à Série A do Brasileirão.
Em 22 de fevereiro de 2025, o Mirassol anunciou a demissão de Eduardo Barroca. Com ele no comando, o Mirassol teve um começo de estadual bem forte. O time chegou a ser o líder geral do Paulistão com cinco vitórias nos seis primeiros jogos.
Depois disso, o Leão caiu totalmente de rendimento e registrou quatro derrotas (São Paulo, Ponte Preta, Novorizontino e Bragantino) e um empate em casa com o Noroeste. Foram 12 gols sofridos nas cinco últimas partidas.
Em dois meses no clube, foram 11 jogos, cinco vitórias, um empate e cinco derrotas.[carece de fontes?]

### CRB
No dia 27 de março de 2025, o CRB anunciou a contratação do técnico Eduardo Barroca como novo comandante da equipe profissional para a sequência da temporada.

## Estatísticas
Atualizadas até 22 de fevereiro de 2025
| Equipe              | Jogos | Vitórias | Empates | Derrotas | Aproveitamento |
| ------------------- | ----- | -------- | ------- | -------- | -------------- |
| Botafogo            | 36    | 11       | 4       | 21       | 34.26%         |
| Atlético Goianiense | 35    | 10       | 17      | 8        | 44.76%         |
| Coritiba            | 22    | 11       | 3       | 8        | 54.55%         |
| Vitória             | 9     | 1        | 5       | 3        | 29.63%         |
| Avaí                | 77    | 24       | 24      | 29       | 41.56%         |
| Bahia               | 14    | 9        | 5       | 0        | 73.81%         |
| Ceará               | 13    | 6        | 3       | 4        | 53.85%         |
| Mirassol            | 11    | 5        | 1       | 5        | 48.48%         |
| Total               | 209   | 70       | 61      | 78       | 43.22%         |

## Títulos
Botafogo
- Campeonato Brasileiro Sub-20: 2016
- Torneio OPG Sub-20: 2017

Ceará
- Copa do Nordeste: 2023